# Élections législatives eswatiniennes de 2018
Les élections législatives eswatiniennes de 2018 se déroulent les 18 août et 21 septembre 2018 afin de pourvoir les cinquante-neuf membres de l'Assemblée de l'Eswatini élus au scrutin direct. Qualifiées de « farce » par l'opposition, dont une partie boycotte le scrutin, les élections voient à nouveau participer des candidats strictement sans étiquette, les partis en étant exclus.

## Mode de scrutin
L'Assemblée est la chambre basse du parlement bicaméral de l'Eswatini. Elle est composée d'un maximum de 69 sièges dont 59 (55 aux précédentes élections) pourvus pour cinq ans au scrutin uninominal majoritaire à un tour dans des circonscriptions correspondant aux communautés tribales, les tinkhundla. Les autres membres, dix aux maximum dont une moitié de femmes sont nommés par le roi Mswati III à sa discrétion. Les précédentes circonscriptions électorales sont réparties comme suit : 14 dans le district de Hhohho, 11 dans celui de Lubombo, 16 dans celui de Manzini et 14 dans celui de Shiselweni.
L'Eswatini est l'une des dernières monarchies absolues au monde. Depuis 1973, les partis politiques ne sont pas autorisés à prendre part aux élections. De plus, si le vote a lieu au scrutin universel direct et libre, les électeurs ne participent en fait qu'au deuxième tour du scrutin. Une présélection des candidats est en effet opérée dans les conseils locaux des chefferies. Chacune d'elles retient les noms de trois candidats, qui se présentent alors devant les électeurs. En pratique, « les candidats sont sélectionnés par les chefs traditionnels loyaux envers le roi »,,. Le Parlement n'a que très peu de contrôle sur le gouvernement. Le Premier ministre et ses ministres sont nommés par le roi, sans consulter le corps législatif. La Constitution permet en principe au Parlement d'émettre une motion de censure à l'encontre du gouvernement, mais cette disposition n'est pas respectée dans la pratique. Le roi peut dissoudre le Parlement à sa guise, et appliquer son veto à toute loi adoptée par les législateurs.

## Campagne électorale
Le Mouvement démocratique uni du peuple (Pudemo), principal parti d'opposition, dont « la plupart [des] dirigeants sont en liberté conditionnelle et en attente de jugement pour 'terrorisme', 'sédition' ou 'trahison' », appelle au boycott de l'élection. À l'inverse, le député et ancien syndicaliste Jan Sithole, « l’un des rares à se déclarer ouvertement de l’opposition », juge le boycott inefficace et est candidat à sa réélection.
La campagne électorale dure deux semaines. Elle est peu active, les Eswatiniens y prêtant dans l'ensemble peu d'intérêt. La loi n'autorise pas de grands rassemblements d'électeurs pour écouter un candidat. Seuls les candidats issus du gouvernement ont accès aux médias publics,.
Le 18 septembre, trois jours avant l'élection, éclate une grève nationale coordonnée par le Congrès des syndicats du Swaziland (Trade Union Congress of Swaziland, ancien nom du pays avant 2018), pour protester contre les bas salaires. Le lendemain, alors que la grève se poursuit, des heurts éclatent dans la ville de Manzini entre manifestants grévistes et policiers, ces derniers faisant usage de gaz lacrymogènes et de grenades étourdissantes.

## Incidents
L'ultime tour de scrutin, ou élection secondaire, est entachée d'accusations d'achat de votes, et de fraude électorale, tandis que plusieurs incidents remettent en cause le bon déroulement du vote, provoquant des émeutes localisées. À Sigwe, les forces de l'ordre tirent ainsi des balles en caoutchouc et des fumigènes sur des manifestants protestant contre le retrait des urnes de leurs bureaux de vote, tandis qu'a Ndzingeni, du gaz poivre est utilisé autour de plusieurs bureaux pour lesquels des électeurs menacent d'entrer pour vérifier le décompte des voix. Selon l'agence APA News, les accès de violence de ce type ont commencé dès midi avant de s'intensifier tout au long de la soirée à l’approche du dépouillement. Plusieurs journalistes et observateurs indépendants se voient refuser l'entrée des bureaux de vote, les autorités exigeant d'eux la signature de déclaration de silence.

## Résultats
|                          |                          |                |                |        |               |  |  |  |  |
| Candidats                | Candidats                | Votes          | %              | Sièges | +/-           |  |  |  |  |
|                          | Indépendants             | 330 206        | 100            | 59     | 4             |  |  |  |  |
|                          | Membres nommés           | Membres nommés | Membres nommés | 6      | en stagnation |  |  |  |  |
|                          |                          |                |                |        |               |  |  |  |  |
| Votes valides            | Votes valides            | 330 206        | 99,82          |        |               |  |  |  |  |
| Votes blancs et nuls     | Votes blancs et nuls     | 579            | 0,18           |        |               |  |  |  |  |
| Total                    | Total                    | 330 785        | 100            | 65     | 4             |  |  |  |  |
| Abstention               | Abstention               | 216 641        | 39,58          |        |               |  |  |  |  |
| Inscrits / participation | Inscrits / participation | 547 426        | 60,42          |        |               |  |  |  |  |

## Analyse
Si la commission électorale rend rapidement publique la liste des 59 élus ayant remporté l'élection, aucun chiffre n'est initialement divulgué, suscitant des critiques sur l'opacité du scrutin, auquel est cependant habituée la population. Les résultats des élections précédentes en 2013 n'avaient ainsi jamais été publiés. La commission électorale avait auparavant rendus publics ceux des primaires du 24 aout 2018, pour lesquelles 156 973 personnes ont voté sur un total de 544 310 électeurs inscrits sur les listes électorales, pour un taux de participation de 28,83 %. Ces chiffres, qui suggèrent un faible soutien pour le processus électoral dans le pays, sont cependant rapidement retirés du site internet de la commission. À la suite du scrutin, le roi Mswati nomme six membres de la famille royale à l'assemblée, et huit autres au Sénat.

## Suites
Le Premier ministre Barnabus Sibusisuo Dlamini, en fonction de 1996 à 2003 puis de 2008 à 2018, décède le 28 septembre suivant. Le roi Mswati III nomme le 27 octobre Ambrose Dlamini, un chef d'entreprise novice en politique, pour le remplacer,. Le 2 novembre, Dlamini rend publique la composition de son gouvernement, dont les 19 membres sont nommés par le roi. L'une des filles de celui ci, la princesse Sikhanyiso Dlamini, 31 ans, est nommée ministre des médias, des communications et des technologies. Éduquée en Angleterre et aux États-Unis, titulaire d’un master en communication numérique de l’Université de Sydney, la princesse siégeait déjà au puissant conseil royal qui détermine les orientations politiques et économiques du pays.